# Балльзифен (Випперфюрт)
Балльзифен (нем. Ballsiefen) — отдельное небольшое поселение города Випперфюрт (район Обербергиш, административный округ Кёльн, земля Северный Рейн-Вестфалия, Германия).

## Положение и описание
Балльзифен расположен к юго-западу от города Випперфюрт. В gjctktzbb берёт начало один из правых притоков ручья Флоссбах. Соседними поселениями являются Абштосс, Обербеннинграт, Нидербеннинграт, Йоргенсмюле и Тир.
В политическом плане этот населённый пункт представлен прямым кандидатом в избирательном округе 15 (150) Тира в городском совете Випперфюрта.

## История
В 1443 году это поселение впервые упоминается под названием «Бальципен» (Baltziepen) в реестре доходов и прав Кёльнского апостольского монастыря. На карте Topographia Ducatus Montani Эриха Филиппа Плённиса, изданной в 1715 году показаны четыре усадьбы, и они обозначены вместе как «Бальдзипен» (Baldsiepen). Топографическая съемка Рейнской области 1825 года показывает шесть отдельных планов земли в одном месте и уже называет их Балльзифен.

## Достопримечательности
В пределах Балльзифена находится три историко-религиозных и культурных знака XIX века: 
- придорожный крест 1827 года;
- придорожная святыня («станция») крестного хода 1851 года;
- придорожная святыня крестного хода середины XIX века.

Несколько видов станции крестного хода 1851 года
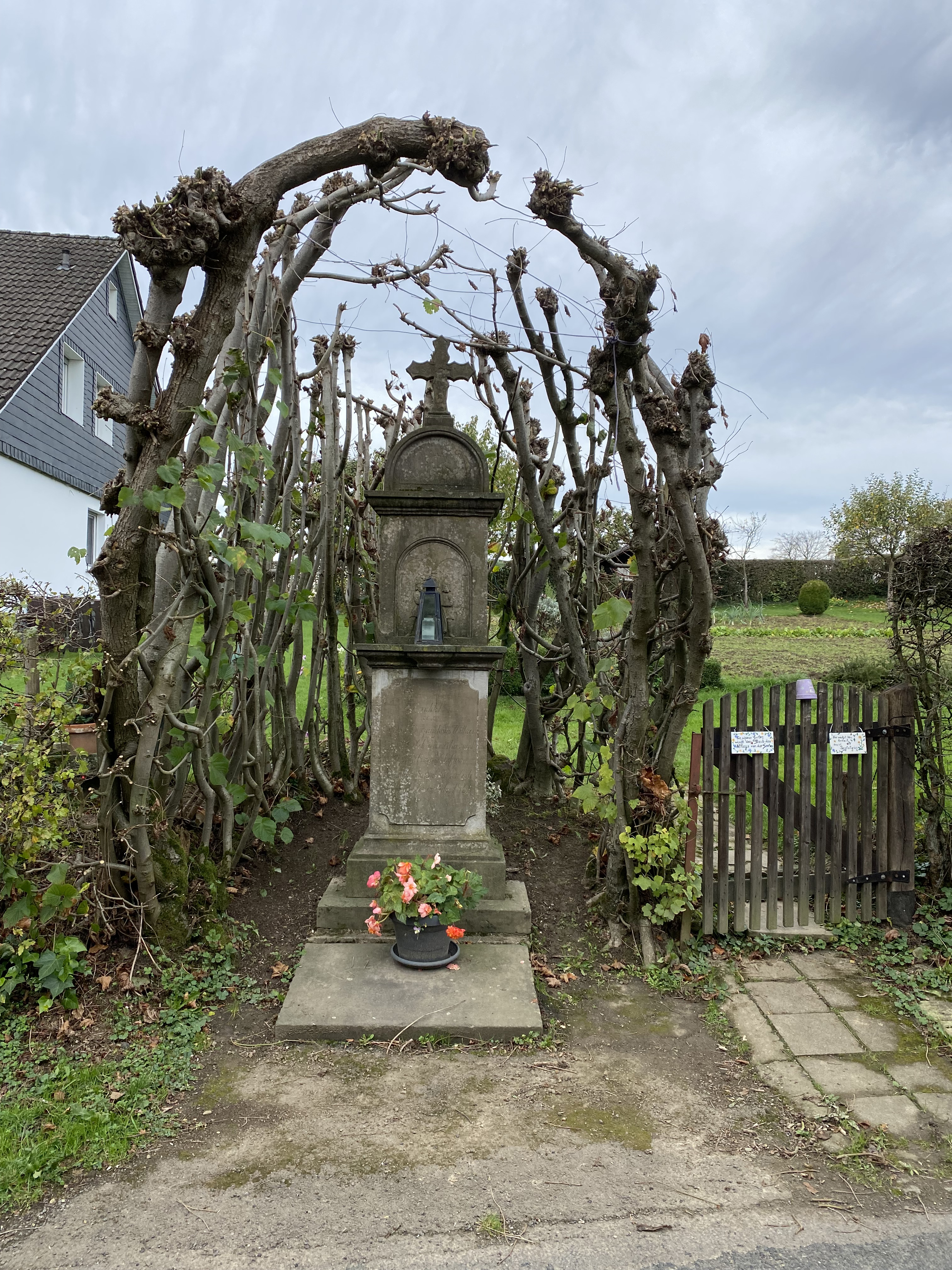
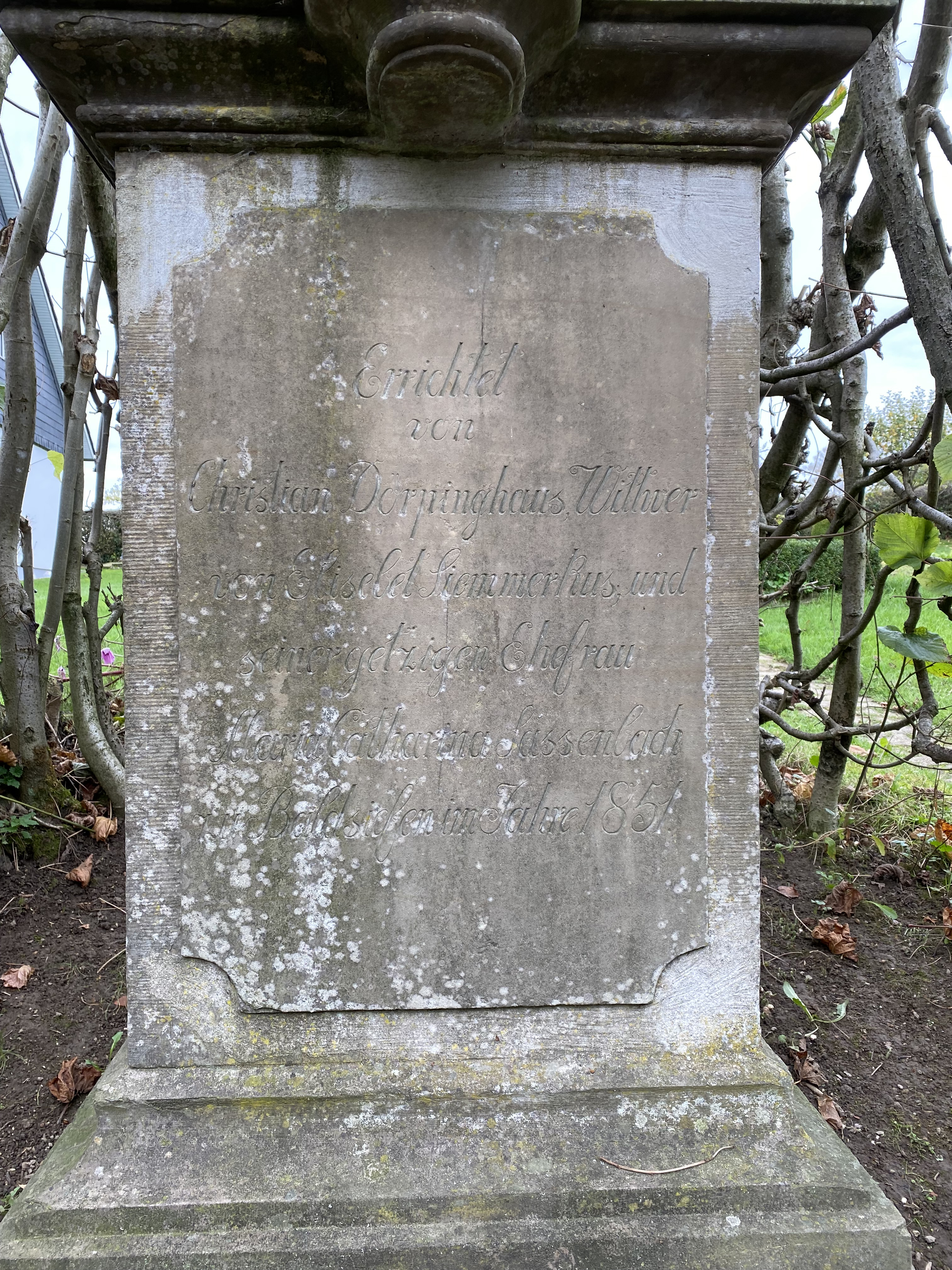
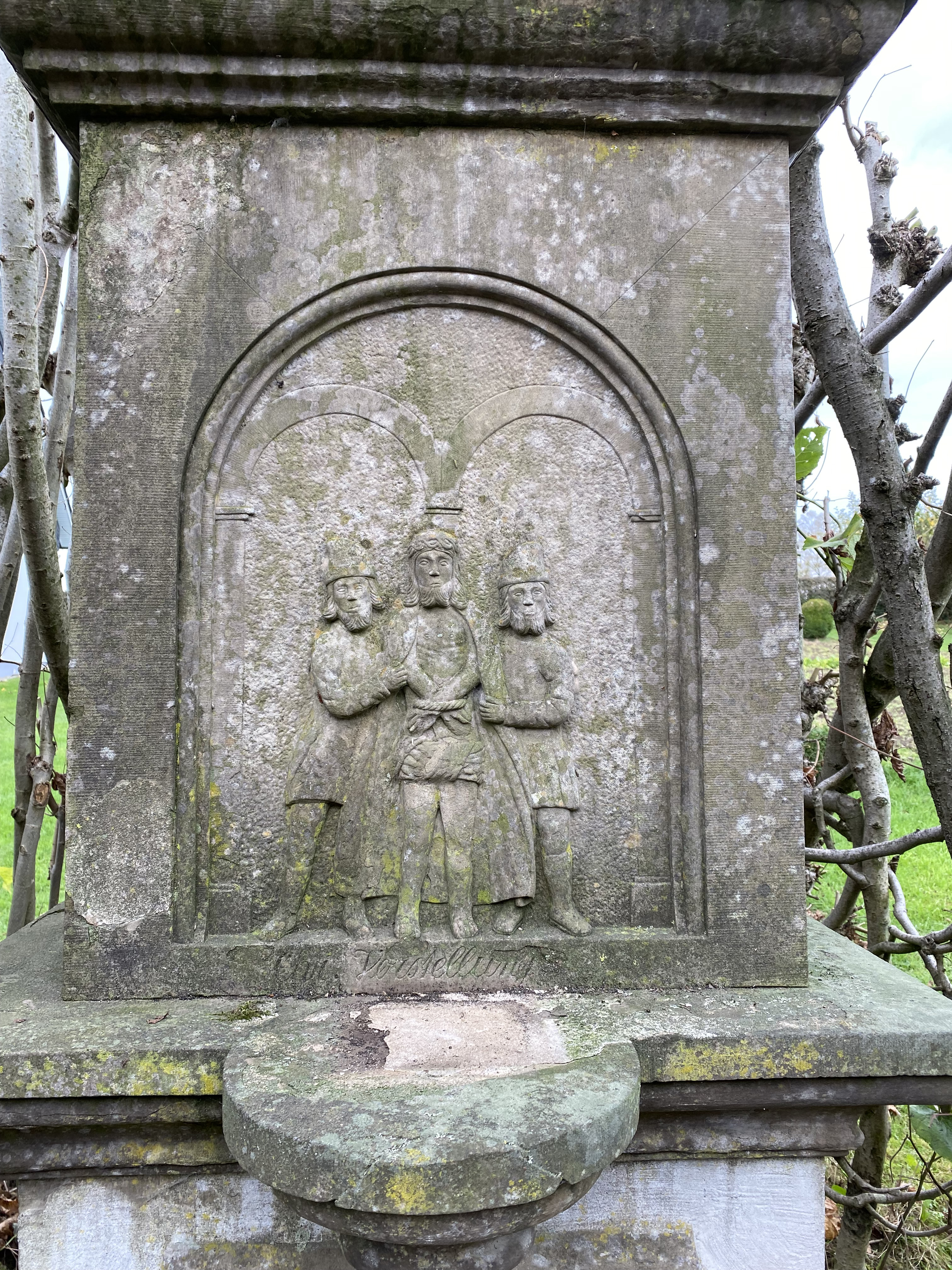
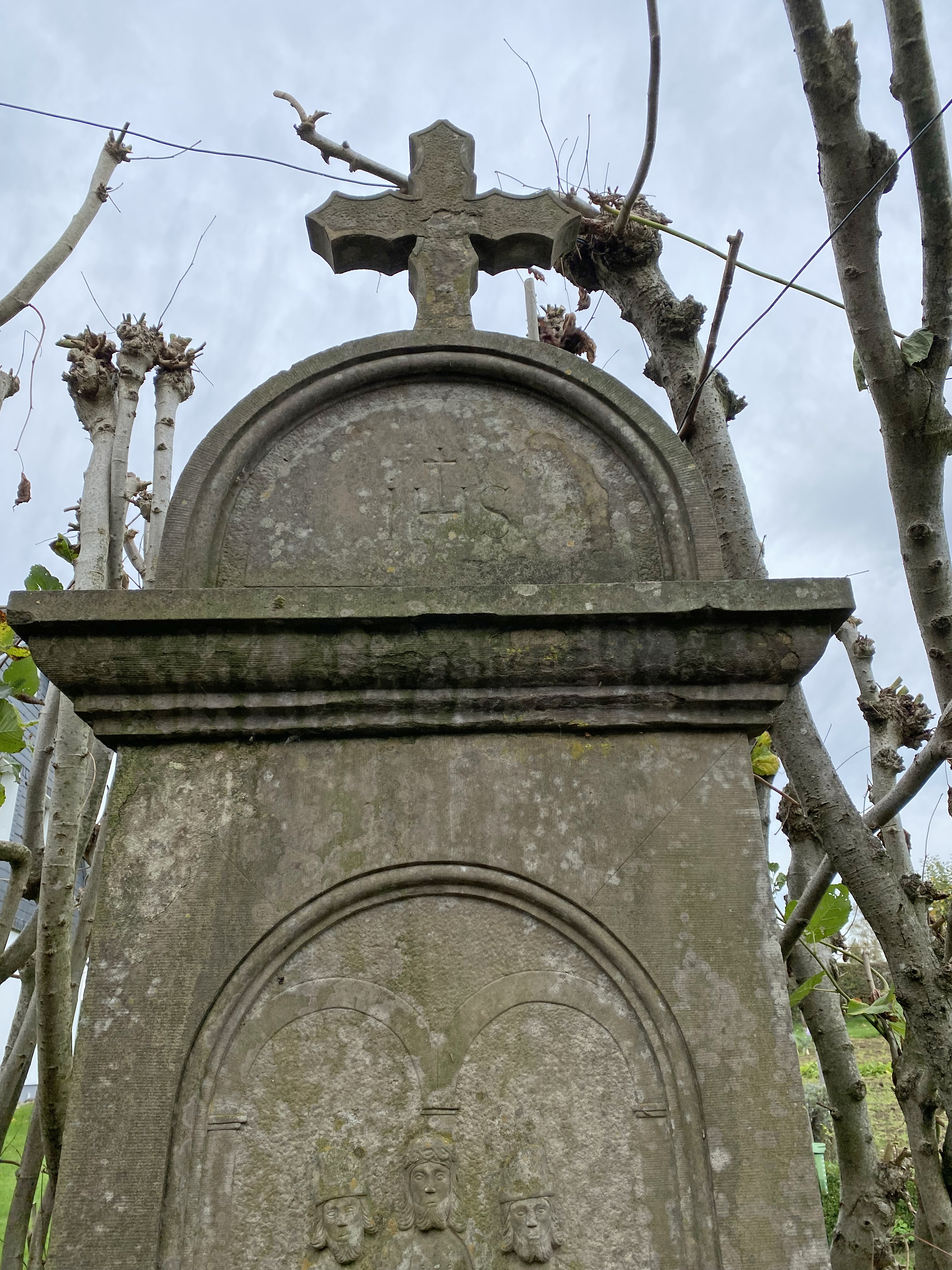
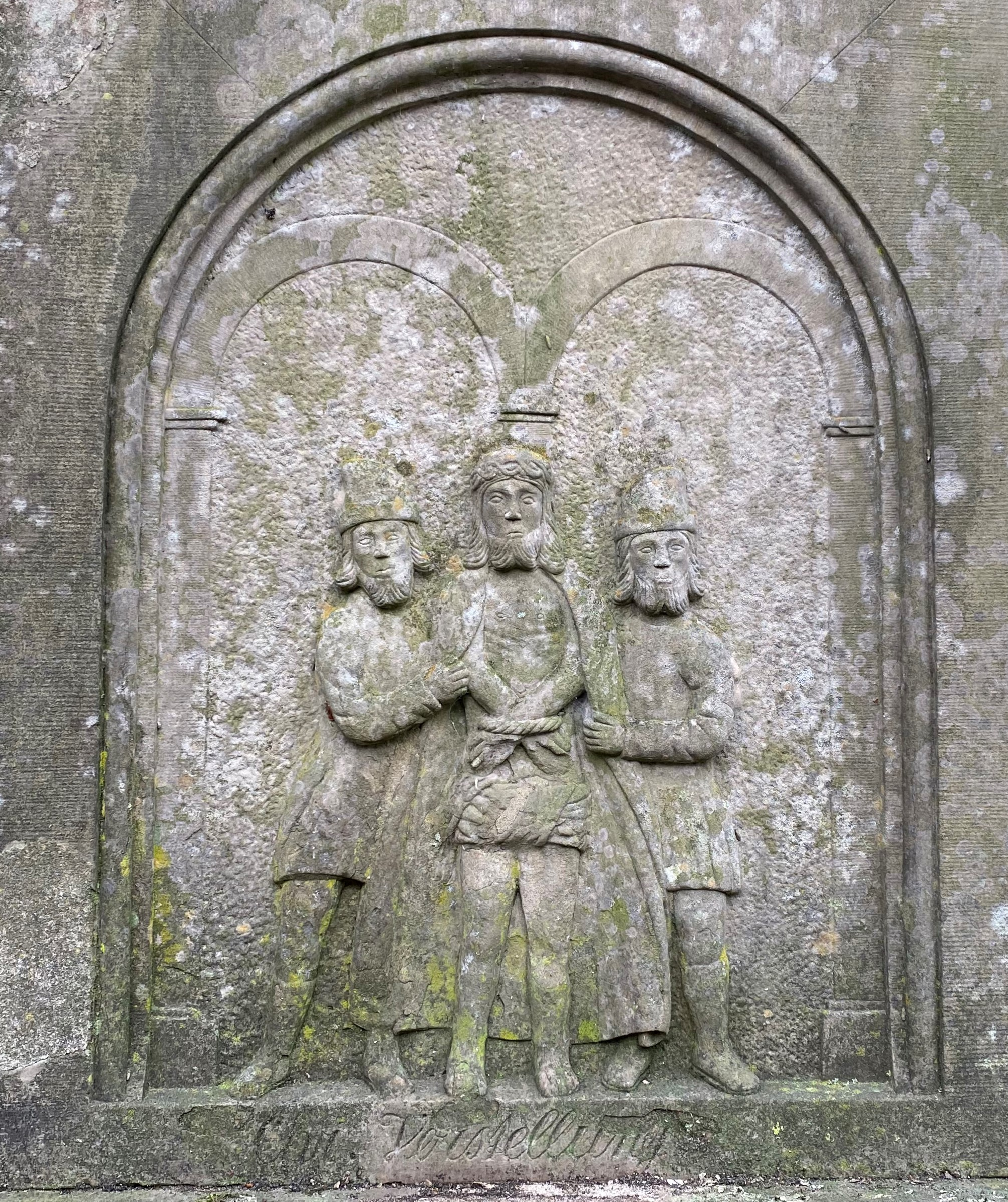

## Общественный транспорт
Поселение Балльзифен имеет прямое автобусное сообщение с Випперфюртом (линия автобуса 426 (VRS/OVAG).

## Туризм
Через поселение проходит круговая туристическая тропа A4, проложенная и промаркированная Горным клубом Зауэрланда (SGV).